# A86 (Frankrijk)
De A86 (of super-périphérique parisien) is de tweede ringweg rond Parijs.

De A86 (blauw) is gelegen tussen de Périphérique (oranje) en de Francilienne (groen). De Grand contournement de Paris is hier niet weergegeven.

De A86 volgt een onregelmatig pad rond Parijs met de afstand van het centrum van de stad (Notre-Dame) variërend van 8 tot 16 km.
De ringweg is voltooid, met de openstelling van het laatste tunnelsegment, een tunnel met twee boven elkaar gelegen baanvakken, een voor elke richting met twee rijstroken per baanvak, op 9 januari 2011. Het eerste deel (tussen Rueil-Malmaison en de aansluiting met de A13) is medio 2009 geopend. Het zuidelijke deel is geen autosnelweg en heeft N186 en N385 als wegnummers.

## Ringwegen rond Parijs
De A86 is een onderdeel van het ringwegsysteem rond Parijs en Île-de-France.
- Périphérique, voltooid in 1973, ellipsvormig, loopt langs de stadsgrenzen van Parijs.
- De A86.
- De Francilienne, een gedeeltelijke ring, circa 50 km in diameter.
- Grand Contournement de Paris, waarvan slechts een paar segmenten zijn geopend.